# Zaroślak (Ruciane-Nida)
Zaroślak [zaˈrɔɕlak] ist ein kleiner Ort in der polnischen Woiwodschaft Ermland-Masuren, der zur Gmina Ruciane-Nida (Stadt- und Landgemeinde Rudczanny/Niedersee-Nieden) im Powiat Piski (Kreis Johannisburg) gehört.

## Geographie
Zaroślak liegt am Flüsschen Turośl (Turoschelner, seit 1938 Mittenweider Fließ) im Südosten der Woiwodschaft Ermland-Masuren, 21 Kilometer südwestlich der Kreisstadt Pisz (deutsch Johannisburg).
Zaroślak liegt an einem Landweg, der Karwica (Kurwien) mit Hejdyk (Heydik, 1938 bis 1945 Heidig) verbindet. Die nächste Bahnstation ist Karwica Mazurska (Bahnhof Kurwien) an der Bahnstrecke Olsztyn–Ełk (deutsch Allenstein–Lyck).

## Geschichte
Über die Gründung und Geschichte der Forstsiedlung (polnisch Osada leśna) liegen keine Belege vor. Auch gibt es keinen Hinweis auf eine etwaige deutsche Ortsbezeichnung vor 1938. Zaroślak ist eine Ortschaft im Verbund der Stadt- und Landgemeinde Ruciane-Nida im Powiat Piski, bis 1998 der Woiwodschaft Suwałki, seither der Woiwodschaft Ermland-Masuren zugehörig.

## Religionen
Kirchlich ist Zarślak katholischerseits nach Karwica im Bistum Ełk der polnischen katholischen Kirche orientiert. Evangelischerseits ist es in die Pfarrei in Pisz in der Diözese Masuren der Evangelisch-Augsburgischen Kirche in Polen eingegliedert.